# 1223 Neckar
1223 Neckar är en asteroid i huvudbältet som upptäcktes den 6 oktober 1931 av den tyske astronomen Karl Wilhelm Reinmuth. En oberoende upptäckt gjordes av F. Rigaux vid Uccle-observatoriet i Belgien. Asteroidens preliminära beteckning var 1931 TG. Asteroiden fick senare namn efter Neckar, bifloden till Rhen, i Baden-Württemberg i Tyskland.
Asteroiden tillhör Koronis-asteroiderna, som fått sitt namn av 158 Koronis.
Neckars senaste periheliepassage skedde den 27 november 2019.[Uppdatering behövs] Asteroidens rotationstid har beräknats till 7,81 timmar.